# Česká grafická unie
Česká grafická unie (Grafický spolek Unie, spojené závody tiskařské a vydavatelské v Praze) je zaniklá akciová tiskárna v Praze, která se nacházela na rohu ulic Svobodova a Na Děkance. Ve 30. letech 20. století se stala akciovou společností a patřila k největším tiskárnám v Československu. Později zde byl založen n. p. Polygrafia, po roce 1989 byla její hlavní budova přestavěna na hotel.

## Historie
Po vzoru velkých domů v Paříži, Lipsku, Stuttgartu nebo Budapešti byla i v Čechách snaha zřídit velký grafický závod pro všechny obory umění grafického a reprodukčního. Poprvé se přední čeští odborníci v grafickém průmyslu sešli v létě 1899 a vytvořili přípravný výbor, jehož členy byli Jan Otto, Josef R. Vilímek, Jan Vilím, Jaroslav Bursík, František Topič, Antonín Řivnáč, dr. Jaroslav Pospíšil, František Ruth a František A. Šubert. Přípravný výbor sestavil stanovy a název firmy jako společenstvo s r. o., které bylo posléze zapsáno dne 31. října 1899 na základě usnesení Obchodního soudu v Praze do rejstříku společenstev (sv. V., stran. 185, firm. 3525).
Na valné schůzi dne 29. prosince 1899 ve Vilímově závodní budově pod Vyšehradem byli zvoleni předsedou společenstva Jan Otto, do správní rady Unie Jaroslav Bursík, Jan Otto, JUDr. Jaroslav Pospíšil, František Ruth, Jan Vilím a Josef R. Vilímek, jako náhradníci Ignát Herrmann, Antonín Řivnáč a Adolf Vomáčka. Za přihližitele účtů byli zvoleni MUDr. Josef Hlava, Josef Uzel, Karel Cukr a jako náhradník František Kohout. Správní rada Unie zvolila ze svého středu předsedu J. Ottu a jeho náměstka J. R. Vilímka. Doplnila se kooptací se členy F. Mayerem, F. A. Šubertem a Františkem Topičem. V Provolání bylo oznámeno, že: „úkolem nové společnosti jest provozování všech oborů umění grafického, jakož i odvětví příbuzných, tak zejména knihtisku, umělecké litografie, rytí a tisku hudebnin, kartografie, nakladatelství, knihvazačství a ozdobnického zboží papírnického.“ Vedení ředitelstva bylo rozděleno tak, že Jan Otto vedl hlavní zastupování Unie a vrchní dozor nad všemi závody Unie, J. R. Vilímek měl dozor nad tiskárnou, Jan Vilím měl na starosti reprodukční ústavy a J. Bursík dozoroval nad nakladatelstvím. První řádná valná hromada se konala 7. října 1900.
Sloučení tiskáren
Sloučeny byly tři knihtiskárny – Jana Otty, Františka Šimáčka a Josefa R. Vilímka, a přibrán k nim reprodukční ústav Jana Vilíma. Ve svém počátku tiskárna na Děkance zaměstnávala na 400 pracovníků, tisklo se na 35 tiskařských strojích a 65 pomocných strojích.
Sloučením závodů převzala Unie kromě budov i stroje, zásoby, pracovníky a zakázky. Protože dosud nebyla postavena centrální budova ve Svobodově ulici, byly provozovny rozmístěny po celé Praze - Vilímovy vlastní budovy reprodukce se nacházely Na Děkance č. 1961 a staly se tak základem budoucího areálu, ústřední správa Unie spolu s tiskárnou, galvanoplastikou, stereotypií a knihárnou byly na Karlově náměstí č. 34, nakladatelství se nacházelo v Resslově ulici č. 1969, kancelář ústavu reprodukčního byla Na Děkance 1937 a sklad papíru na Karlově náměstí č. 27. Byla proto snaha soustředit tato rozptýlená pracoviště na jedno místo. Provozy z Resslovy ulice se přemístily Na Děkanku č. 1937, ale pronajata byla další rozsáhlá skladiště Na Moráni č. 362 pro uskladnění školních knih a tiskopisů. Proto se roku 1905 rada rozhodla postavit novou vlastní centrální budovu pro knihtiskárnu, litografii a nakladatelství.
Pro tento záměr bylo zvoleno umístit budovy při ústavu reprodukčním v ulici Na Děkance a zakoupen sousední pozemek o výměře 1400 m². Nejprve byla postavena prosklená dvorana pro umělecký barvotisk, poté strojovna a dvorana s horním osvětlením pro litografický rychlotisk, stroj pro přetisky a nátisky a 3 rychlolisy pro umělecký barvotisk. Dokoupeny byly další sousední pozemky od soukromníka a od obce pražské na celkovou rozlohu 3200 m² (s původním oddělením reprodukčním tak měla Unie k dispozici celkem 5.298,73 m²). Přístavbou druhé zasklené dvorany se rozšířily obory jako trojbarvotisk, heliogravura, a bylo zavedeno nové oddělení leptání leptacími stroji.
3. ledna 1906 způsobil požár v knihtiskárně na Karlově náměstí velké škody. Zničena byla část písma, poškozeny rychlolisy, rozdělané práce a část nábytku a nářadí.
Stavba nové budovy
Roku 1906 se na stavbě nové vlastní budovy ve Svobodově ulici dohodla správní rada po poradě s architektem Osvaldem Polívkou. V plánu bylo postavit třípatrovou budovu, jejíž suterén by byl spojen s novou zasklenou dvoranou a byla by v něm umístěna společná velká strojovna. Konstrukce plánovaná z armovaného betonu o nosnosti 1000–2000 kg na 1 m² by umožňovala umístit ve všech patrech rychlolisy, sazárny, sázecí a další stroje, stereotypii, skladiště písem a skladiště hotových knih a tiskopisů. Vypracováním stavebního plánu se všemi statistickými výpočty a podrobným seznamem prací a potřebného materiálu pověřila rada pražského stavitele ing. Františka Zvěřinu. Jeho plány byly posléze schváleny pražským magistrátem. Unie vypsala konkurz na provedení stavby, kterého se zúčastnily čtyři pražské stavební firmy včetně firmy F. Zvěřiny a ten konkurz vyhrál. Během výstavby byla uzavřena prodejna v Ovocné ulici (ulice 28. října), znovuotevřena roku 1907.
Změny

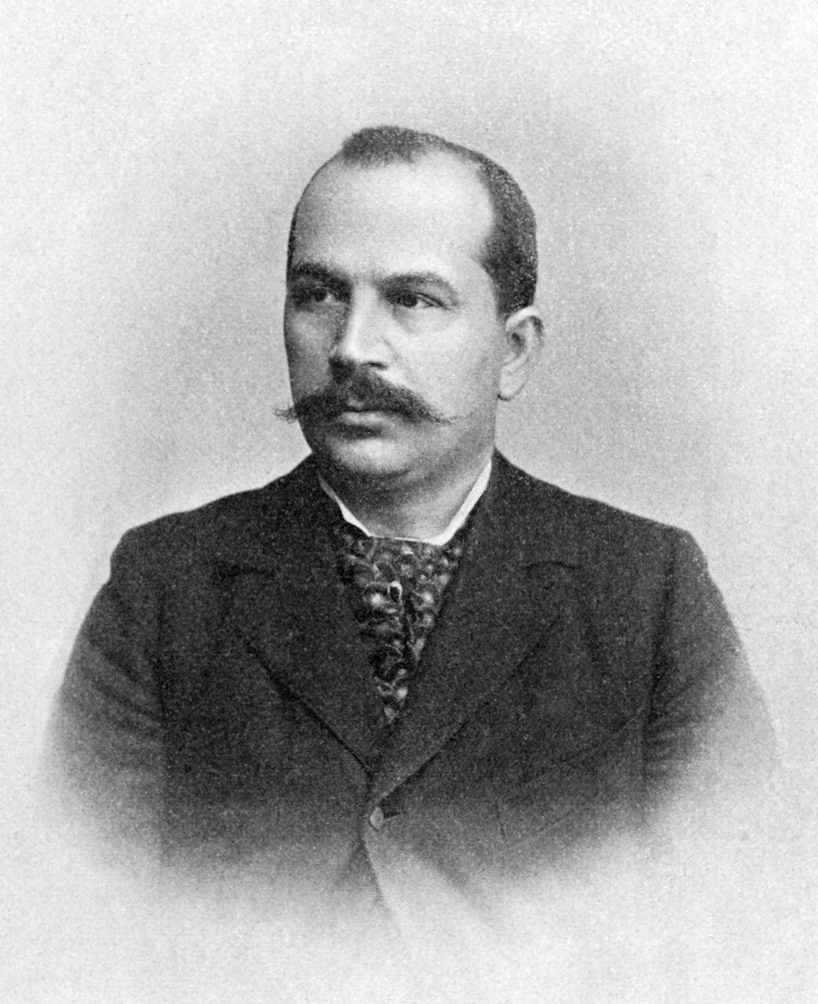
Jan Vilim

Jaroslav Bursík odešel roku 1902 do vlastního nově zřízeného nakladatelství. Roku 1906 odešel z vedení Unie J. R. Vilímek (vrátil se do svého nakladatelství), ponechal si pouze vrchní dozor nad tiskárnou. 6. října 1909 Jan Vilím přednesl ve správní přehled hospodářské pozice Unie a navrhl změny, zejména reorganizaci, jednotné vedení nad výrobou a dílčí změnu stanov. Návrh byl přijat a Janu Vilímovi udělila správní rada neomezené právo volné dispozice. Navržená nová organizace práce se později ukázala jako racionální, výroba se zdokonalila jak kvantitativně tak kvalitativně. Roku 1909 se vzdal svého místa František Topič, roku 1910 zemřel JUDr. Jaroslav Pospíšil a vzdali se členství J. R. Vilímek a J. Otto (pro zdravotní stav). Roku 1911 byl Jan Vilím zvolen předsedou a převzal jednotné vedení celého závodu. Roku 1916 zemřel Jan Otto.
Potíže
Roku 1913 se Unie potýkala s úbytkem tiskařských a reprodukčních zakázek kvůli celkové hospodářské krizi. Propouštěla ve všech odděleních a zastavila provoz na jedné třetině strojů. Na podzim vypukl ceníkový spor a celou zimu trvala stávka dělníků. Nadějí byla účast v soutěži na reprodukci barevných ruských ikon pro petrohradského vydavatele, ze které pro Unii vzešla roku 1914 podepsaná smlouva. Tuto velkou zakázku v srpnu zmařil začátek 1. světové války. Knižní trh byl ochromen, uzavření říšských hranic znemožnilo obchodní styk s cizinou a odborní pracovníci byli povoláni k vojenské službě. Světlým místem v tomto roce bylo zřízení nového uměleckého obrazového tisku – měditisku z hloubky s patentovým pojmenováním „Neotypie“.
Po roce 1918
Po skončení války byla Unie jako jeden z největších tiskařských závodů pověřena státní správou výrobou státních tiskopisů, což požadovalo nové investice do technického vybavení. Státní správa všem požadavkům Unie vyhověla. Přes počáteční nedostatek papíru a ostatních surovin a přes vysoké ceny se výroba zvyšovala. Unie rozhodla dostavět budovu směrem do ulice Na Děkance, nakoupila 10 rychlolisů, 10 perforaček, 4 řezací stroje a řadu elektromotorů. V nové správní radě jako předseda zasedl Jan Vilím. Unie v té době zaměstnávala 560 technických a pomocných pracovníků a 60 úředníků. Měla 73 rychlolisů pro knihtisk, litografický umělecký tisk, světlotisk, neotypii, gumotisk a heliogravuru. Dále 26 sázecích strojů, 4 rotační transformátory, 65 elektromotorů a 85 pomocných strojů. Zaměstnávala 60 dozorčích státních orgánů při tisku bankovek a cenin.

### Výstavy
Roku 1908 se Unie zúčastnila Jubilejní výstavy Obchodní a živnostenské komory, kde měla vlastní kóji v grafickém pavilonu, a představila se uměleckým provedením obrazů a grafických výrobků. V následujícím roce obeslala Mezinárodní výstavu grafickou a fotografickou v Drážďanech a Průmyslovou uměleckou výstavu v Čenstochově.

### Zaměření
Unie tiskla kvalitní obrazové tisky, umělecké publikace, časopisy a známky. Po vzniku Československé republiky vytiskla druhou část emise 20 Korunových bankovek spolu s celou emisí 500 Korunových bankovek.

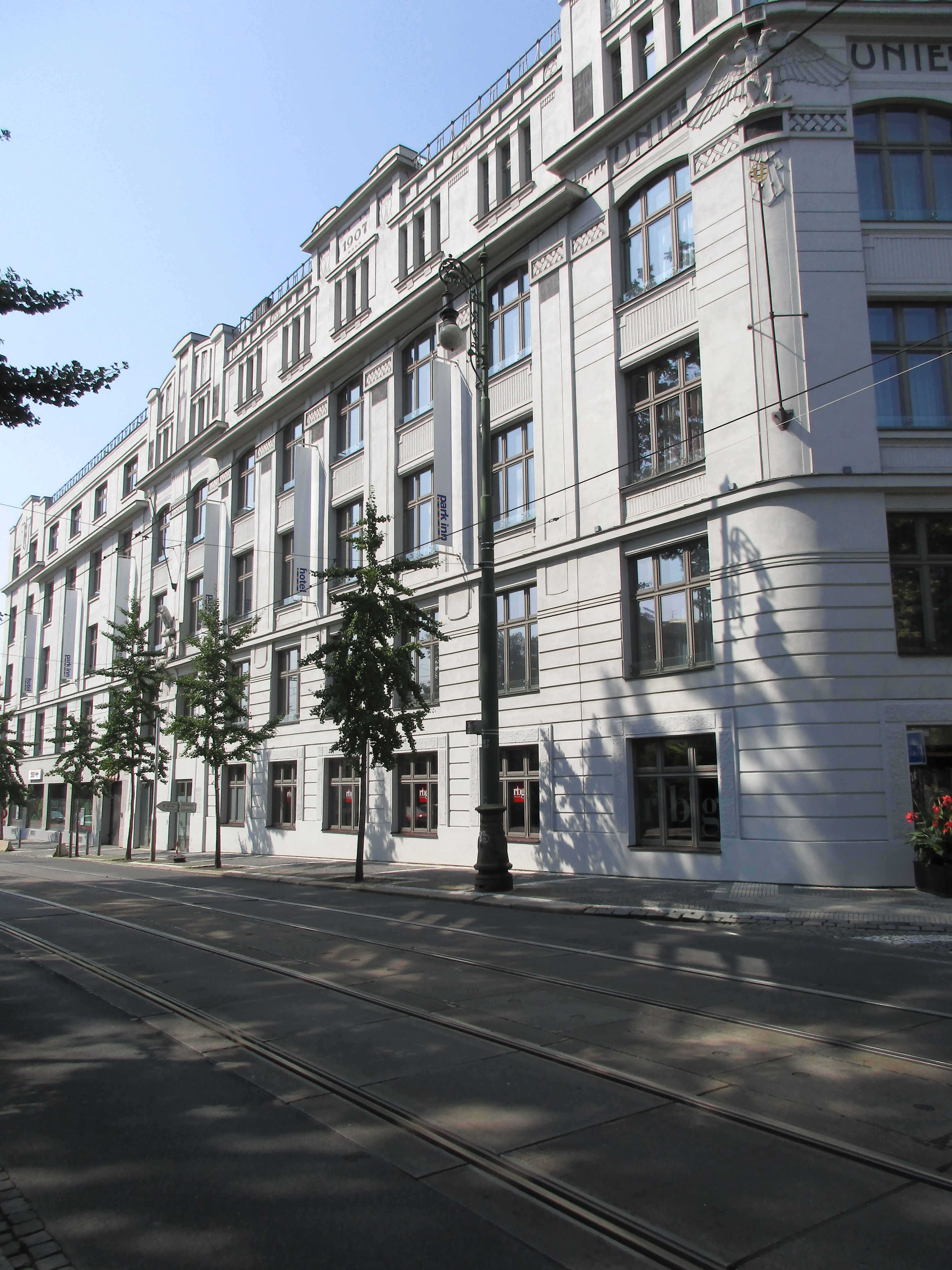
Budova Unie

### Budova
Ve dvoře starší blokové zástavby v ulici Na Děkance postavil roku 1898 stavitel František Schlaffer přízemní výrobní objekty pro reprodukční ústav Jana Vilíma. O dva roky později je doplnila přístavba retušovacích ateliérů. V letech 1905-1906 stavební firma Nekvasil postavila prosklenou dvoranu a k ní dodala železnou konstrukci firma Jan Štětka na Královských Vinohradech.
Hlavní budovu tiskárny, moderně konstruovanou a elektricky vybavenou, postavil v letech 1906–1907 stavitel František Zvěřina, secesní fasádu navrhl Karel Hermann.
Stavba měla 5 pater spojených dvěma hlavními schodišti, jedním schodištěm železným pro vnitřní službu a čtyřmi elektricky poháněnými nákladními výtahy pro dopravu tiskopisů dodanými firmami Jan Prokopec na Královských Vinohradech a Elektrotechnická akc. spol. (dříve Kolben a spol. ve Vysočanech), která dodala také elektromotory pro pohon rychlolisů. Světlé, vzdušné a větrané místnosti byly vytápěny parním topením provedeným firmou Jan Štětka na Královských Vinohradech. Telefon pro vnitřní službu rozvedla po budově firma Antonína Loukoty v Praze. Elektrické osvětlení a instalační zařízení provedla Unie vlastními silami.
Ve 30. letech 20. století byly v místech dvora přistavěny další budovy také podle plánů stavební firmy Nekvasil.

### Po roce 1945
Po znárodnění Unie byla tiskárna přejmenována na Československá grafická unie, později Naše vojsko a mimo jiné se zde tiskly poštovní známky až do roku 1953 na stroji Stickney a dalších (neotipie). V její budově byl roku 1960 založen n. p. Polygrafia. Ten na moderních ofsetových strojích tiskl náročné obrazové a barevné publikace.

### Po roce 1989
V letech 2007 – 2009 byla hlavní budova přestavěna na hotel Park Inn Praha.